# Municipio de Colly
El municipio de Colly (en inglés: Colly Township) es un municipio ubicado en el  condado de Bladen en el estado estadounidense de Carolina del Norte. 

## Geografía
El municipio de Colly se encuentra ubicado en las coordenadas 34°40′44″N 78°29′22″O / 34.67889, -78.48944.